# Neftczi Koczkorata
Neftczi Koczkorata (kirg. Футбол клубу «Нефтчи» Кочкор-Ата) – kirgiski klub piłkarski, mający siedzibę w mieście Koczkorata, na zachodzie kraju.

## Historia
Chronologia nazw:
- 1952: Neftianik Koczkorata (ros. «Нефтяник» Кочкор-Ата)
- 1994: Neftczi Koczkorata (ros. «Нефтчи» Кочкор-Ата)
- 1998: Neftczi-KRS Koczkorata (ros. «Нефтчи-КРС» Кочкор-Ата)
- 1999: Neftczi Koczkorata (ros. «Нефтчи» Кочкор-Ата)
- 2003: Neftczi-KPK Koczkorata (ros. «Нефтчи-КПК» Кочкор-Ата)
- 2004: Neftczi Koczkorata (ros. «Нефтчи» Кочкор-Ата)

Piłkarski klub Neftianik został założony w miejscowości Koczkorata w 1952 roku. Przez dłuższy czas zespół uczestniczył w rozgrywkach regionalnych. W 1993 roku grał w pierwszej lidze Kirgistanu, w której zajął czwarte miejsce wśród zespołów strefy południowej, to jednak otrzymał promocję do Wyższej Ligi, tak jak wyżej stojące zespoły zrezygnowały z awansu. W 1994 z nazwą Neftczi Koczkorata zespół debiutował w rozgrywkach Wyższej Ligi. W debiutanckim sezonie zajął 11.miejsce w końcowej klasyfikacji. W 1998 klub zmienił nazwę na Neftczi-KRS Koczkorata, ale zajął ostatnie miejsce grupie południowej i spadł do pierwszej ligi. Potem klub wrócił do poprzedniej nazwy. W 2003 roku najwyższa liga Kirgistanu została rozszerzona, wskutek czego Neftczi-KPK Koczkorata otrzymał promocję do jej grupy południowej. Po zajęciu piątego miejsca wśród 7 zespołów klub nie zakwalifikował się do turnieju finałowego. W następnym roku już jako Neftczi Koczkorata pozostał w Wyższej lidze, ale z powodu problemów finansowych, nie zakończył sezonu, w październiku za 7 rund do końca zrezygnował z udziału w turnieju. W 2005 roku zespół występował w pierwszej lidze. Po raz kolejny klub powrócił do najwyższej klasy w 2007 roku, zapraszając kilku zawodników z Uzbekistanu. W 2007 roku zespół zakończył na 6. miejscu, a w 2008 roku stał się czwartym, o punkt za trójką medalistów.
W 2010 roku zespół, kierowany przez rosyjskiego grającego szkoleniowca Aleksandra Kriestinina oraz z kilkoma zagranicznymi zawodnikami z Ukrainy i Uzbekistanu oraz reprezentantami Kirgistanu, został mistrzem kraju, wyprzedzając Dordoj Biszkek o jeden punkt. W następnym sezonie zdobył srebrne medale mistrzostw. Z powodu problemów finansowych zespół spędził sezon 2012 w pierwszej lidze. W 2013 roku wrócił a rok do najwyższej ligi, ale potem znów grał w pierwszej lidze, jednak w ostatnich sezonach nie walczy o najwyższe miejsca.

## Sukcesy

### Trofea międzynarodowe
| \| \| Zdobyte trofea w rozgrywkach międzynarodowych (stan na: 31-12-2015) \| |                                                                     |      |          |
| Rozgrywki                                                                    | Osiągnięcie                                                         | Razy | Sezon(y) |
| · Liga Mistrzów AFC                                                          | zdobywca                                                            | 0    |          |
| · Liga Mistrzów AFC                                                          | finalista                                                           | 0    |          |
| Puchar AFC                                                                   | zdobywca                                                            | 0    |          |
| Puchar AFC                                                                   | finalista                                                           | 0    |          |
| Azjatycki Puchar Zdobywców                                                   | zdobywca                                                            | 0    |          |
| Azjatycki Puchar Zdobywców                                                   | finalista                                                           | 0    |          |
| Puchar Prezydenta AFC                                                        | zdobywca                                                            | 0    |          |
| Puchar Prezydenta AFC                                                        | finalista                                                           | 0    |          |
| Puchar Prezydenta AFC                                                        | runda finałowa                                                      | 1    | 2011     |
| FIFA                                                                         | Zdobyte trofea w rozgrywkach międzynarodowych (stan na: 31-12-2015) |      |          |

### Trofea krajowe
| \| \| Zdobyte trofea w rozgrywkach Kirgistanu (stan na: 31-12-2015) \| |                                                               |      |            |
| Rozgrywki                                                              | Osiągnięcie                                                   | Razy | Sezon(y)   |
| Mistrzostwo                                                            | I miejsce                                                     | 1    | 2010       |
| Mistrzostwo                                                            | II miejsce                                                    | 1    | 2011       |
| Mistrzostwo                                                            | III miejsce                                                   | 0    |            |
| Puchar                                                                 | zdobywca                                                      | 2    | 2019, 2021 |
| Puchar                                                                 | finalista                                                     | 2    | 2010, 2011 |
| Superpuchar                                                            | zdobywca                                                      | 1    | 2011       |
| Superpuchar                                                            | finalista                                                     | 0    |            |
| II liga                                                                | I miejsce                                                     | ?    |            |
| II liga                                                                | II miejsce                                                    | ?    |            |
| II liga                                                                | III miejsce                                                   | ?    |            |
| Kirgistan                                                              | Zdobyte trofea w rozgrywkach Kirgistanu (stan na: 31-12-2015) |      |            |

## Stadion
Klub rozgrywa swoje mecze domowe na stadionie Neftianik w Koczkoracie, który może pomieścić 5000 widzów.

## Piłkarze
Znani piłkarze:
- Tałaj Dżumatajew
- Jewgienij Pilipas

## Trenerzy
- 2010–2011:  Aleksandr Kriestinin (grający trener)
- 2013:  Zakir Dżaliłow
- 2014:  Awazbek Ajmirzajew
- 2014:  Władimir Własiczew
- 2014:  Muchamedżan Achmedow (grający trener)